# بوب كولسن
بوب كولسن (بالإنجليزية: Bob Coulson)‏ هو لاعب كرة قاعدة أمريكي، ولد في 17 يونيو 1887 في Courtney, Pennsylvania ‏ في الولايات المتحدة، وتوفي في 11 سبتمبر 1953 في واشنطن في الولايات المتحدة.

## وصلات خارجية
- بوب كولسن على موقع دوري كرة القاعدة الرئيسي (الإنجليزية)
- بوب كولسن على موقعبيزبول رفرنس.كوم (الدوري الرئيسي) (الإنجليزية)